# جغرافیای نیجر

محل نیجر در آفریقا.

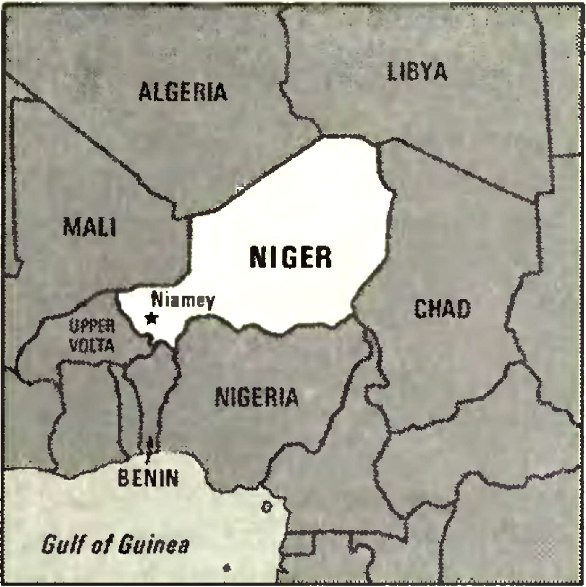
محل نیجر در آفریقا.

نیجر یک کشور محصور در خشکی در آفریقای غربی است که در امتداد مرز بین مناطق صحرای بزرگ آفریقا و آفریقای سیاه واقع شده‌است. مختصات جغرافیایی آن طول جغرافیایی ۱۶ درجه شمالی و عرض جغرافیایی ۸ درجه شرقی است. مساحت آن ۱٫۲۶۷ میلیون کیلومتر مربع است که از آن ۱٫۲۶۶٫۷۰۰ کیلومتر مربع خشکی و ۳۰۰ کیلومتر مربع آب است. مساحت نیجر کمی کمتر از دو برابر فرانسه است.
نیجر با مرز زمینی به طول ۵۸۳۴ کیلومتر توسط هفت کشور محدود شده‌است: الجزایر (۹۵۱ کیلومتر)، بنین (۲۷۷ کیلومتر)، بورکینافاسو (۶۲۲ کیلومتر)، چاد (۱۱۹۶ کیلومتر)، لیبی (۳۴۲ کیلومتر)، مالی (۸۳۸ کیلومتر، و نیجریه (۱۶۰۸) کیلومتر.
نیجر یکی از بزرگترین کشورهای داخلهٔ غرب آفریقا است و از نظر تاریخی دروازه‌ای بین شمال آفریقا و جنوب صحرای آفریقا به‌شمار آمده‌است. دو سوم این کشور درصحرای بزرگ آفریقا قرار گرفته و یکی از گرم‌ترین کشورهای جهان است. پایتخت نیجر شهر نیامی است. نام این کشور از رودخانه نیجر گرفته شده‌است که از بخش جنوب غربی قلمرو آن می‌گذرد. نام نیجر به نوبه خود از عبارت «غِر ان‌غِرِن» به معنای «رودی در میان رودخانه‌ها» در زبان تاماشک گرفته شده‌است.
منابع طبیعی این کشور عبارتند از: اورانیوم، زغال‌سنگ، سنگ آهن، قلع، فسفات، طلا، مولیبدن، سنگ گچ، نمک و نفت خام.

## جغرافیای فیزیکی

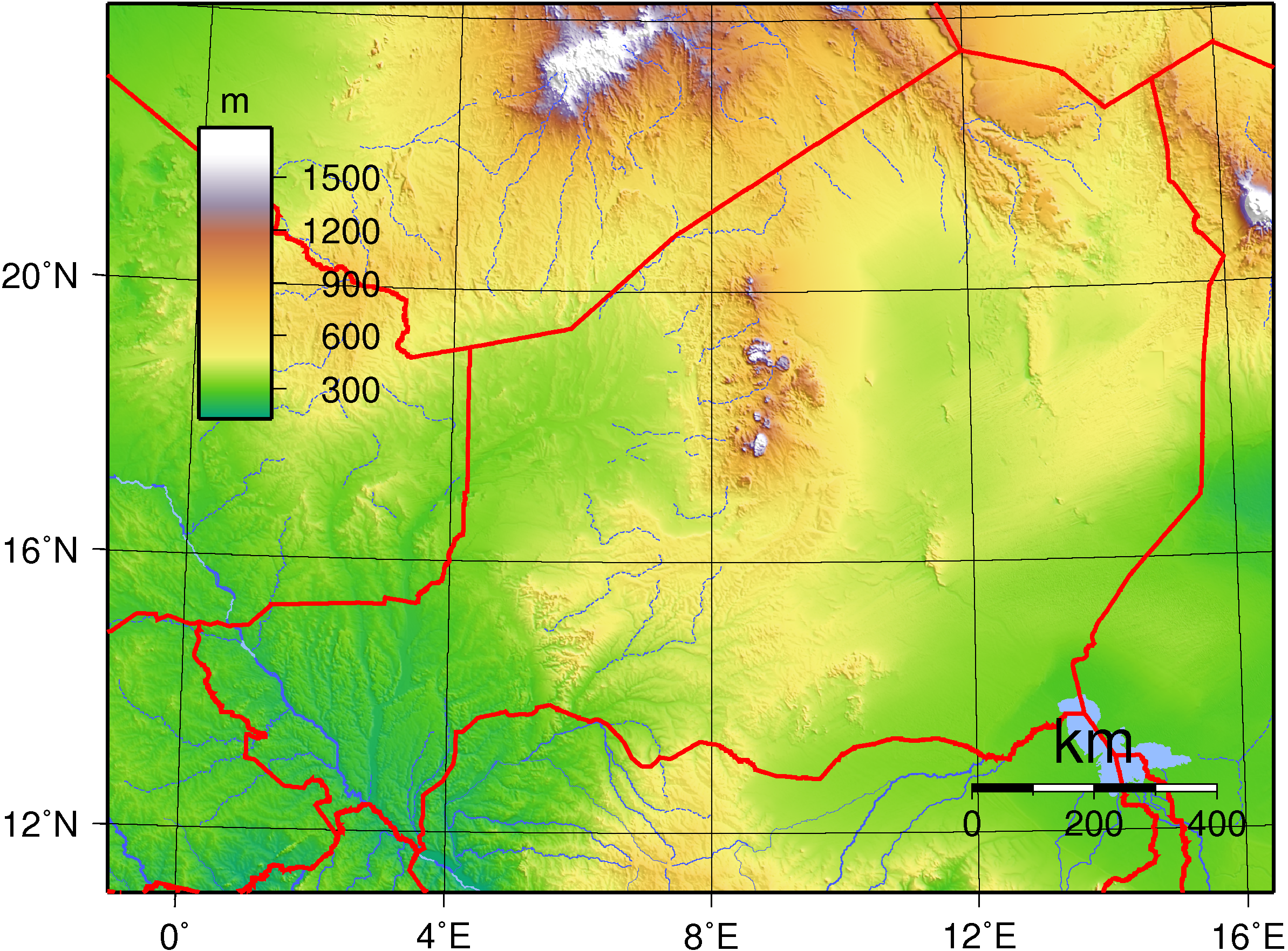
نقشه ناهمواری‌های نیجر.

نیجر عمدتاً فلات وسیعی است، با ارتفاع متوسط ۵۰۰ متر و ناهمواری‌های کم. در پهنه ساحلی کشور آب و هوا نیمه‌خشک می‌شود و پوشش گیاهی افزایش می‌یابد. بخش مرکزی نیجر تحت سلطه یک منطقه چراگاهی گسترده‌است - عمدتاً دشت‌های استپی یا دشت‌های چمن کوتاه با درختچه‌ها و درختان پراکنده.
شمال نیجر بخشی از صحرا است، با گستره وسیعی از صخره‌ها و بیابان‌های شنی که در آن گاه واحه‌هایی دیده می‌شود. از شمال مرکزی نیجر تا گوشه شمال شرقی آن، کوه‌های ایر و جادو با قله‌هایی با ارتفاع ۱۸۵۰ متر قرار دارند. گرم‌دشت‌هایی که بخشی از آن قابل کشت است در جنوب مدار ۱۵ درجه قرار دارند.
پایتخت نیجر، نیامی، در کناره رودخانه نیجر قرار دارد که از بخش بزرگی از غرب آفریقا می‌گذرد و دوازدهمین رود طولانی جهان و سومین رودخانه طولانی در آفریقا است.
بیشتر مردم درآمد خود را از کشاورزی و دامداری به دست می‌آورند و در برابر خشکسالی‌های دوره‌ای و بیابان‌زایی بسیار آسیب‌پذیر هستند. علاوه بر این، پتانسیل زمین برای کشاورزی در بین مناطق نیجر بسیار نابرابر توزیع شده‌است، به طوری که مناطق جنوبی نزدیک به ۹۸ درصد از زمین‌های قابل کشت را فراهم می‌کنند. رودخانه نیجر، که این کشور نام خود را از آن گرفته، نواره‌ای از زندگی را تغذیه می‌کند و حدود ۵۵۰ کیلومتر در میان زمین‌های غرب نیجر می‌گذرد. این رودخانه منبع اصلی آب شیرین و بخش مهمی از اقتصاد کشور به‌واسطه امکان ترابری و آبیاری است. نیجر یکی از تولیدکنندگان پیشرو اورانیوم و غنی از بسیاری از مواد معدنی دیگر است.
چرای مفرط، فرسایش خاک، خشک‌سالی، جنگل‌زدایی و شکار غیرقانونی از معضلات زیست‌محیطی نیجر است.

## آب و هوا
آب و هوای نیامی با فصول مختلف متفاوت است. آوریل و مه گرم‌ترین ماه‌ها هستند و دمای ظهر اغلب به بالای ۴۸ درجه سانتی‌گراد در سایه می‌رسد. نور مستقیم خورشید در این دوره شدید است و در شب دمای هوا بالای ۲۰ درجه سانتی‌گراد باقی می‌ماند. در ماه مه، اولین بارندگی‌ها به زمین‌های معمولاً خشک می‌رسد و همراه با آن، کاشت ارزن و سورگوم، محصولات غذایی اصلی، آغاز می‌شود.
نیامی به‌طور متوسط بین ژوئن و سپتامبر ۵۵٫۸ سانتی‌متر بارندگی دارد، معمولاً به صورت بارش‌های سیل‌آسای کوتاه که با بادهای شدید و گرد و غبار یا طوفان‌های شن و ماسه همراه است. در این زمان، حومه اطراف رنگ سرسبزی به خود می‌گیرد زیرا محصولات کشاورزی و علف‌های بومی شروع به رشد می‌کنند. فصل بارانی با یک دوره کوتاه آب و هوای گرم و مرطوب در ماه اکتبر همراه است که در طی آن دما بین ۱۵ درجه سانتی‌گراد و ۴۵ درجه سانتی‌گراد متغیر است.
از نوامبر تا مارس هوا خشک و مطبوع است. در طول این فصل، روزهای صاف با آسمان‌های مه‌آلود و ابری ناشی از «هارماتان» - یک باد گرم و خشک که گرد و غبار صحرا را حمل می‌کند، درهم می‌شوند. به‌طور معمول، بادها در ارتفاعات بالا می‌مانند و آسمان کمی ابری ایجاد می‌کنند. هارماتان، با این حال، گاهی اوقات باعث طوفان‌های گرد و غبار محلی می‌شود.